# Estany Recatí
El Recatí és un antic estany, contigu a l'Albufera de València, amb la qual es comunicava a través de l'Alcatí, entre les goles del Perelló i del Perellonet. És a vora la costa, on es troba l'actual platja del Recatí, a l'extrem meridional del municipi de València. En la transformació que han patit les zones humides dels voltants de l'Albufera en els darrers segles, l'estany Redó ja va desaparèixer dels mapes del segle xviii, i l'estany de l'Alcatí (o el Catí) que tenia prop d'un centenar d'hectàrees i una eixida a la gola del Perellonet, que s'ha esvanit en ser transformat en arrossar. El Recatí sempre ha estat més problemàtic i mai ha estat ben definit; deuria quedar més a sud i al costat de la restinga.